# كاتريونا إيدا ماكلويد
كاتريونا إيدا ماكلويد (بالإنجليزية: Catriona Ida Macleod)‏ ولدت في 11 أبريل 1964، هي باحثة من جنوب إفريقيا. وهي أستاذة بارزة في علم النفس، ورئيسة SARCHI للدراسات النقدية في الجنس والإنجاب، والرئيس السابق لقسم علم النفس في جامعة رودس. يركز بحثها على الصحة الجنسية والإنجابية والنظرية النسوية في علم النفس. حصل كتابها «المراهقة» والحمل والإجهاض: بناء خطر التنكس على جائزة النشر المتميز من قبل جمعية النساء في علم النفس. منذ عام 2013، كانت رئيسة تحرير المجلة الدولية النسوية وعلم النفس.

## وصلة خارجية
- Catriona Macleod Rhodes researcher profile